# 세부 퍼시픽의 운항 노선
세부 퍼시픽은 다음과 같은 노선을 운항하고 있다.

## 운항 노선

### 아시아

#### 동아시아
- 대한민국
  - 서울 - 인천국제공항
- 중화인민공화국
  - 베이징 - 베이징 서우두 국제공항
  - 광저우 - 광저우 바이윈 국제공항
  - 상하이 - 상하이 푸둥 국제공항
  - 샤먼 - 샤먼 가오치 국제공항
- 마카오
  - 마카오 - 마카오 국제공항
- 홍콩
  - 홍콩 - 홍콩 첵랍콕 국제공항
- 일본
  - 도쿄 – 나리타 국제공항
  - 오사카 – 간사이 국제공항
  - 나고야 – 주부 센토레아 국제공항
  - 후쿠오카 - 후쿠오카 공항
- 중화민국
  - 타이베이 - 타이완 타오위안 국제공항

#### 동남아시아
- 말레이시아
  - 쿠알라룸푸르 - 쿠알라룸푸르 국제공항
  - 코타키나발루 - 코타키나발루 국제공항
- 베트남
  - 하노이 - 노이바이 국제공항
  - 호치민 - 떤선녓 국제공항
- 브루나이
  - 반다르스리브가완 - 브루나이 국제공항
- 싱가포르
  - 싱가포르 - 싱가포르 창이 국제공항
- 인도네시아
  - 자카르타 - 수카르노 하타 국제공항
  - 발리 - 응우라라이 국제공항
- 캄보디아
  - 씨엠립 - 씨엠립 국제공항
- 태국
  - 방콕 - 수완나품 국제공항
  - 푸켓 - 푸켓 국제공항
- 필리핀
  - 루손섬
    - 마닐라 - 니노이 아키노 국제공항 메인 허브
    - 라오아그 - 라오아그 국제공항
    - 클라크 - 디오스다도 마카파갈 국제공항 허브
    - 나가 - 나가 공항
    - 뚜게가라오 - 뚜게가라오 공항
    - 레가스피 - 레가스피 공항
    - 바라크 - 바라크 공항
    - 부우앙가 - 프란시스코 레이즈 공항
    - 산호세 - 맥과이어 필드
    - 카우아얀 - 카우아얀 공항
    - 푸에르토 프린세사 - 푸에르토 프린세사 공항

  - 민다나오섬
    - 다바오 - 프란시스코 방고이 국제공항 허브
    - 삼보앙가 - 삼보앙가 국제공항
    - 디폴로그 - 디폴로그 공항
    - 부투안 - 바카시 공항
    - 수리가오 - 수리가오 공항
    - 시아르가오 - 시야크 공항
    - 오사미스 - 라보 공항
    - 제너럴 산토스 - 제너럴 산토스 공항
    - 카가얀데오로 - 라귄딩안 공항
    - 코타바토 - 어왕 공항
    - 타위타위 - 상가상가 공항
    - 파가디안 - 파가디안 공항

  - 비사야 제도
    - 세부 - 막탄 세부 국제공항 허브
    - 바콜로드 - 바콜로드 실레이 국제공항
    - 칼리보 - 칼리보 국제공항
    - 일로일로 - 일로일로 국제공항
    - 두마게테 - 시불란 공항
    - 로하스 - 로하스 공항
    - 카티클랜 - 고도프레도 P. 라모스 공항
    - 타그빌라란 - 타그빌라란 공항
    - 타클로반 - 다니엘 Z. 로무아지즈 공항

#### 서남아시아
- 아랍에미리트
  - 두바이 - 두바이 국제공항

### 오세아니아
- 괌
  - 괌 - 앤토니오 B. 원 팻 국제공항
- 오스트레일리아
  - 시드니 - 시드니 킹스포드 스미스 국제공항
  - 멜버른 - 멜버른 공항

## 과거 취항지

### 아시아

#### 동아시아
- 대한민국
  - 부산 - 김해국제공항
- 일본
  - 니가타 - 니가타 공항
- 중화민국
  - 가오슝 - 가오슝 국제공항

#### 동남아시아
- 필리핀
  - 수빅베이 - 수빅베이 국제공항[2]
  - 카타르만 - 카타르만 내셔널 공항
  - 칼바요그 - 칼바요그 공항

#### 서남아시아
- 사우디아라비아
  - 담맘 - 킹 파드 국제공항
  - 리야드 - 킹 칼리드 국제공항
- 아랍에미리트
  - 샤르자 - 샤르자 국제공항
- 아랍에미리트
  - 아부다비 - 아부다비 국제공항
- 카타르
  - 도하 - 뉴도하 국제공항
- 쿠웨이트
  - 쿠웨이트 시티 - 쿠웨이트 국제공항